# Would’ve, Could’ve, Should’ve
«Would’ve, Could’ve, Should’ve» (с англ. — «Была бы, могла бы, должна была бы») — песня американской певицы и автора-исполнителя Тейлор Свифт, вышедшая 21 октября 2022 года. Это бонусный трек, выпущенный в составе 3am Edition её десятого студийного альбома Midnights с помощью лейбла Republic Records. Песня написана и спродюсирована Свифт и Аароном Десснером и представляет собой софт-рок в стиле новая волна, повествующий о неполноценных, неподходящих по возрасту романтических отношениях в прошлом. Музыкальные критики высоко оценили текст, исполнение и эмоциональный настрой песни, а некоторые отметили её как изюминку альбома. Песня была включена в списки лучших песен 2022 года по версии Business Insider, Rolling Stone и Slant Magazine. Песня заняла 20-е место в Billboard Hot 100, 21-е место в Billboard Global 200 и вошла в чарты Канады, Филиппин, Португалии, Швеции и Вьетнама.

## Предыстория и композиция
28 августа 2022 года Тейлор Свифт, получив награду «Видео года» за фильм All Too Well: The Short Film на церемонии MTV Video Music Awards 2022 года, анонсировала на 21 октября 2022 года выход своего десятого студийного альбома. Вскоре после этого Свифт раскрыла название альбома, Midnights, и его обложку в социальных сетях, но трек-лист не был раскрыт сразу.
Альбом из 13 треков был выпущен в полночь 21 октября 2022 года по восточному времени на лейбле Republic Records. Три часа спустя был неожиданно выпущен альбом Midnights (3am Edition), в который вошли семь дополнительных песен, включая «Would’ve, Could’ve, Should’ve».
Свифт написала и спродюсировала песню «Would’ve, Could’ve, Should’ve» с Аароном Десснером, который играет на многочисленных инструментах, включая бас-гитару, электрогитару, акустическую гитару, губную гармошку, синтезатор и фортепиано. Среди других музыкантов — Брайс Десснер (электрогитара), Джеймс МакАлистер (ударные, синтезатор), Брайан Девендорф (ударные) и Томас Барлетт (клавишные, синтезатор). В создании трека использована постепенно нарастающая акустическая гитара, синтезаторы и дисторшн. Кэлли Алгрим из Business Insider описала жанр песни как софт-рок, а Rolling Stone посчитал, что песня относится к новой волне. В статье в The Oregonian Лиззи Акер нашла трек содержащим «почти кантри-атмосферу». Комментируя продюсирование, Мелисса Руджери из USA Today сказала, что трек отличается «галопирующим каденцией и парящим припевом».
В тексте песни рассказчик размышляет о прошлых отношениях с пожилым мужчиной, когда ей было 19 лет, и о том, как они преследуют её во взрослой жизни. Рассказчица размышляет об этих отношениях: «Я бы точно никогда не стала танцевать с дьяволом в 19 лет / И по правде говоря, боль была небесной / И теперь, когда я выросла, я боюсь призраков». Она анализирует, как травма превратила её воспоминания в оружие («Я всё время жалею о тебе»), но также признает, как это развлекало её («Божья правда в том, что боль была раем»). Религиозные ссылки преобладают («Ты — кризис моей веры» и «Гробница не закрывается, витражи в моём сознании»).
Бридж содержит текст, который некоторые критики сочли поразительным и наиболее резким: «Living for the thrill of hit you where it hurts / Give me back my girlhood, it was mine first», обвиняющий мужчину в краже её невинности и эмоциональном и сексуальном насилии. Многие критики расценили песню «Would’ve, Could’ve, Should’ve» как продолжение песни Свифт «Dear John» 2010 года, поскольку обе они рассказывают о девочке-подростке, переживающей отношения с мужчиной старше себя. Роб Шеффилд из Rolling Stone считает «Would’ve, Could’ve, Should’ve» «более беспорядочной, более запутанной, более амбивалентной». В Slate Карл Уилсон сказал, что в песне Свифт «возвращается к знакомым историям, но с сомнениями».

## Отзывы
Многие критики сочли «Would’ve, Could’ve, Should’ve» лучшим треком на 3am Edition Midnights, причём некоторые отметили, что он даже превосходит 13 треков стандартного издания, и поставили под сомнение решение Свифт включить его в качестве бонус-трека. Некоторые согласились со статусом песни как трека только для 3am Edition, поскольку она выделяется в плане производства; журналист Variety Крис Уиллман добавил, что болезненный текст может омрачить довольно игривый Midnights. Уилсон назвал песню «убийственной» с напряженным текстом, в котором чувствуется, что «она остается внутри дома, пока он горит». Куинн Морланд из Pitchfork назвал песню одной из лучших в карьере Свифт, высоко оценив нюансы, зрелую перспективу по сравнению с треком 2010 года «Dear John». В The Atlantic Ширли Ли отметила, что, несмотря на сплетни в СМИ вокруг темы «Would’ve, Could’ve, Should’ve», трек выдержит испытание временем благодаря своим эмоциональным чувствам. Акер был менее доволен, посчитав трек не таким весёлым, как другие песни Midnights. Песня попала в списки лучших песен 2022 года по итогам года по версии Business Insider (1-е место), Slant Magazine (24-е место) и Rolling Stone (59-е место).

## Коммерческий успех
После выхода альбома Midnights песня «Would’ve, Could’ve, Should’ve» вошла в хит-парады нескольких стран мира. Композиция дебютировала на 20 месте в основном американском чарте Billboard Hot 100. В Billboard Global 200 она достигла вершины на 21 месте. Песня также вошла в хит-парады различных стран, включая Канаду (18), Португалию (66), Филиппины (23) и Вьетнам (96).

## Чарты
| Чарт (2022)                                 | Высшая позиция |
| ------------------------------------------- | -------------- |
| Канада (Billboard Canadian Hot 100)         | 18             |
| Мир (Billboard Global 200)                  | 21             |
| Греция (IFPI)                               | 49             |
| Филиппины (Billboard)                       | 23             |
| Португалия (AFP)                            | 66             |
| Швеция (Heatseeker, Sverigetopplistan)      | 4              |
| Великобритания (UK Streaming Chart)         | 31             |
| Великобритания (UK Singles Downloads Chart) | 11             |
| Великобритания (UK Singles Sales, OCC)      | 15             |
| США (Billboard Hot 100)                     | 20             |
| Вьетнам (Vietnam Hot 100)                   | 96             |

## Сертификации
| Регион                                                                      | Сертификация | Продажи |
| --------------------------------------------------------------------------- | ------------ | ------- |
| Австралия (ARIA)                                                            | Золотой      | 35 000  |
| Великобритания (BPI)                                                        | Серебряный   | 200 000 |
| Данные о продажах + прослушиваниях приведены только на основе сертификации. |              |         |